# Wagmatcook
Wagmatcook, officiellement Wagmatcook First Nation, est une bande de la Première Nation micmacque dont les réserves sont situées sur l'île du Cap-Breton en Nouvelle-Écosse dans l'Est du Canada. En 2022, la population de la Première Nation est de 924 personnes, dont 682 vivent sur le territoire de l'une des trois réserves.

## Démographie
En 2012, la bande de Wagmatcook comprend 711 membres dont 560 vivent sur des réserves. Ses membres sont répartis sur trois réserves indiennes : Wagmatcook 1, Margaree 25 et Malagawatch 4, toutes en Nouvelle-Écosse. Wagmatcook 1 est la réserve principale de la bande et Malagawatch 4 est partagée avec quatre autres Premières Nations : Chapel Island, Sydney, Eskasoni et Waycobah.
| Nom           | Population (2011) | Superficie (hectares) | Emplacement       |
| ------------- | ----------------- | --------------------- | ----------------- |
| Wagmatcook 1  | 518               | 385                   | Comté de Victoria |
| Margaree 25   |                   | 0,8                   | Comté d'Inverness |
| Malagawatch 4 |                   | 661,3                 | Comté d'Inverness |

## Administration
Le chef de la bande est Norman Francis Bernard depuis le 30 juillet 2010. Le conseil de bande a également six conseillers.
| mandat      | fonction    | nom                      |
| ----------- | ----------- | ------------------------ |
| 2010 - 2012 | chef        | Norman Francis Bernard   |
| 2010 - 2012 | conseillers |                          |
| 2010 - 2012 | #1          | Mickey Basque            |
| 2010 - 2012 | #2          | Korey Jason Karl Knickle |
| 2010 - 2012 | #3          | Lester Michael Peck      |
| 2010 - 2012 | #4          | Tommy Peck               |
| 2010 - 2012 | #5          | Angela Lorraine Pierro   |
| 2010 - 2012 | #6          | Jason Vance Pierro       |